# Ушиця (село)
У́шиця — село в Україні, в Ушомирській сільській територіальній громаді Коростенського району Житомирської області. Населення становить 238 осіб (2001).

## Історія
У 1906 році — село Ушомирської волості Житомирського повіту Волинської губернії. Відстань від повітового міста 78 верст, від волості 15. Дворів 104, мешканців 594.
У 1923—54 роках — адміністративний центр колишньої Ушицької сільської ради Коростенського району.

## Населення

### Мова
Розподіл населення за рідною мовою за даними перепису 2001 року:
| Мова       | Кількість | Відсоток |
| ---------- | --------- | -------- |
| українська | 234       | 98.32%   |
| російська  | 4         | 1.68%    |
| Усього     | 238       | 100%     |

## Відомі люди
- Матвійчук Микола Макарович (1924—2001) — український історик.